# センスアップ
株式会社センスアップ（英文社名；SENSE UP co., ltd）は、東京都渋谷区に本社を置く日本の芸能プロダクション。

## 沿革・概要
2011年1月、有限会社トヨタオフィスのタレント部門を新たに分社化して設立。

## 所属タレント
※2023年現在
無し

## かつて所属していたタレント
- 高橋健介
- 古川雄大
- 廣瀬友祐
- 中島愛里
- 加藤雅美
- 楓
- 安宅陽子
- 早野薫

## 関連会社
- トヨタオフィス